# 박치기!
《박치기!》(일본어: パッチギ!)는 2004년에 만들어져 2005년 1월 22일 개봉된 일본의 영화다. 2006년에는 대한민국 서울 명동에 있는 명동CQN에서도 개봉되었다. 조선민주주의인민공화국계 (조선계) 고등학교를 찾은 한 일본인 학생의 이야기를 담고 있다. 감독은 이즈츠 가즈유키(일본어: 井筒 和幸)이며, 키네마 준보 베스트 10 일본 영화 제1위, 마이니치 영화 콩쿨 최우수 작품상, 블루리본상 작품상을 받았다.
제목은 한국어(조선어) '박치기'를 카타카나로 적은 것이다.

## 줄거리
1968년 교토시에 있는 히가시고등학교(일본어: 東高校 히가시고코[*]) 2학년 생인 마츠야마 코스케(일본어: 松山 康介)는 평소에도 싸울 일이 끊이지 않았던 조선계 고등학교(일본어: 朝鮮高校 죠센고코[*])에 감독님의 명령으로 축구 친선연습시합을 신청하게 되었다. 마지못해 조선계 고등학교를 방문한 코스케는 음악실에서 플룻을 연주하던 소녀 리경자를 보고 한눈에 반한다. 경자에게 다가가기 위해 악기를 사고 사카자키(일본어: 坂崎)에게 금지곡인 〈임진강〉을 배우고 조선어를 배우는 코스케. 경자 앞에서 임진강을 연주해주고 싶어한다. 한편 두 학교 학생들간의 싸움은 더욱 격렬해지는데...

## 출연진
- 마쓰야마 고스케 - 시오야 슌
- 리안성 - 다카오카 소스케
- 리경자 - 사와지리 에리카
- 사카자키 - 오다기리 조: 코스케에게 기타를 가르쳐주는 젊은 가게 주인
- 모모코 - 마쓰나가 교코: 안성의 여자친구
- 정강자 - 마키 요코
- 박재덕 - 오노우에 히로유키: 안성의 후배
- 모토키 반호 - 나미오카 가즈키: 안성의 친구
- 요시다 노리오 - 코이데 케이스케: 고스케의 같은 반 친구
- 오니시 - 겐도 고바야시: 가라테부 주장
- 선생 - 미쓰이시 겐: 코스케와 노리오의 담임
- 사나에 - 요 기미코: 고스케의 엄마
- 콘도 - 기리타니 겐타: 오니시의 부하
- 혜영 - 에구치 노리코: 강자의 친구
- 시루사 - 치순: 경자의 친구
- 오니시의 아빠 - 도쿠이 유
- 악기점 주인 - 고이치 만타로
- 재덕의 아빠 - 사사노 다카시

## 제작진
- 감독: 이즈츠 카즈유키
- 책임 프로듀서: 이봉우
- 원안: 마쓰야마 다케시 《소년M의 임진강》
- 음악: 가토 가즈히코
- 기획,제작, 배급: 시네콰논

## 수상
제79회 키네마 준보 베스트 10
- 일본 영화 1위
- 감독상: 이즈츠 카즈유키
- 신인여우상: 사와지리 에리카

제60회 마이니치 영화 콩쿠르
- 일본 영화 대상
- 음악상: 가토 가즈히코

제48회 블루리본상
- 작품상

제48회 아사히 베스트 10 영화제
- 일본 영화 1위

제30회 호치 영화상
- 최우수 신인상: 사와지리 에리카

제29회 일본 아카데미상
- 우수작품상
- 우수감독상: 이즈츠 카즈유키
- 신인배우상: 시오야 슌, 사와지리 에리카
- 화제상·배우부문: 사와지리 에리카

제27회 요코하마 영화제
- 작품상
- 감독상: 이즈츠 카즈유키
- 최우수 신인상: 시오야 슌, 사와지리 에리카

제20회 다카사키 영화제
- 최우수 감독상: 이즈츠 카즈유키
- 최우수 신인상: 다카오카 소스케

제18회 닛칸 스포츠 영화 대상
- 작품상
- 신인상: 사와지리 에리카

제15회 도쿄 스포츠 영화 대상
- 신인상: 사와지리 에리카